# Zhu Zhu
A Zhu Zhu (eredeti cím: The ZhuZhus) 2016 és 2017 között vetített kanadai–amerikai 2D-s számítógépes animációs kalandsorozat, amelyet Hugh Duffy alkotott.
Az Egyesült Államokban 2016. szeptember 12-én, Magyarországon 2017. március 13-án mutatta be a Disney Csatorna.

## Cselekmény
A 8 éves Frankie Pamplemousse Anytownban él szüleivel, akik a Pamplemouse Plumbing nevű vízvezeték-ipari vállalkozást vezetik. Négy beszélő hörcsög tulajdonosa: Pipsqueak, Mr. Squiggles, Num Nums és Chunk.

## Szereplők

### Főszereplő
| Szereplő             | Eredeti hang    | Magyar hang        | Leírás |
| -------------------- | --------------- | ------------------ | --- |
| Frankie Pamplemousse | Jenna Warren    | Tamási Nikolett    | A Zhu Zhuk 8 éves gazdája. Szereti a sportokat és szívesen tölti az idejét barátaival, a Zhu Zhukkal. Szőke haja és kék szeme van. |
| Pipsqueak            | Tajja Isen      | Bogdányi Titanilla | Frankie első Zhu Zhujja, és a Zhu Zhuk nem hivatalos vezetője. Imádja a kalandokat, és bármit megtenne, hogy segítsen Frankienek és a csapatnak. Bátor, energikus és nagyon hűséges Frankie-hez. Sárga színű, és a születési jegye – amely a Zhu Zhuk hátán található – egy hullócsillag, mivel mindig sziporkázik ötletekkel és lelkesedéssel minden helyzetben.                                          |
| Squiggles úr         | Richard Binsley | Markovics Tamás    | Frankie második Zhu Zhujja. Nagyon okos, találékony, és szereti a tudományt. Gépeket és kütyüket is készít, amelyek segítik a csapatot, amikor szükségük van rá. Narancssárga színű, szemei alatt ráncok vannak, övet visel, és a születési jegye egy spirál, mivel az elméje mindig új ötleteken forog.                                                                                                   |
| Num Nums             | Stephany Seki   | Kisfalvi Krisztina | Frankie harmadik Zhu Zhujja, és Pipsqueak legjobb barátja. Nagyon félénk és megfontolt, nem olyan merész, mint a csapat többi tagja, de bármit megtenne, hogy segítsen nekik. Ennek ellenére van egy határozott, kemény oldala is, ami előtérbe kerül, ha őt vagy a csapatot sértés éri. Lila színű, rózsaszín szemüveget visel, és a születési jegye egy szív, mert mindig nyíltan kimutatja az érzéseit. |
| Chunk                | Robert Tinkler  | Járai Máté         | Frankie negyedik Zhu Zhujja, és egyben a legmagasabb Zhu. Nevéhez hűen igazán testes és erős. Emellett nagyon stílusos és kissé nárcisztikus, gyakran ő szolgál a humor forrásaként. Az unokatestvérei Jilly és Bean, két csintalan iker. Szürke színű, és a születési jegye egy nap, mert amikor mosolyog, beragyogja az egész szobát.                                                                    |

### Mellékszereplők
| Szereplő             | Eredeti hang       | Magyar hang        | Leírás |
| -------------------- | ------------------ | ------------------ | --- |
| Ellen Pamplemousse   | Stacey DePass      | Zakariás Éva       | Frankie édesanyja, aki hivatásos vízvezeték-szerelő a Pamplemousse Plumbing cégnél. Korábban a Power Badge Girls csapat tagja volt.                                                     |
| Stanley Pamplemousse | Zachary Bennett    | Kis-Horváth Zoltán | Frankie édesapja, aki szintén hivatásos vízvezeték-szerelő a Pamplemousse Plumbingnél. Imádja a zenét, és korábban a Wilderness Teen Ranger tagja volt, ezért sokat tud a természetről. |
| Wilfred P. Kerdle    | Patrick McKenna    | Bácskai János      | Frankie iskolájának mogorva gondnoka. Megpróbálja megakadályozni, hogy a Zhu Zhuk bejussanak az iskolába, és gyakran sértegeti őket.                                                    |
| Cindy Gelato         | Rebecca Brenner    | Berkes Boglárka    | Ikrek és Frankie barátai. |
| Mindy Gelato         | Samantha Weinstein | Gacsal Ádám        | Ikrek és Frankie barátai. |
| Madge                | Brianna D’Aguanno  | Dögei Éva          | Frankie szomszédja és legnagyobb ellensége. Mindig megpróbál mindenben felülkerekedni Frankien. Kék haja és barna szeme van, valamint van egy macskája.                                 |
| Whendy Sails         | Nicole Stamp       | ?                  | Híresség és újságíró a Channel 5-nél. |
| Jessica Beeker       | Addison Holley     | ?                  | Frankie kedvenc popstárja. |
| Doktor Phelmholz     | Rob Rubin          | Kertész Péter      | Osztrák orvos Bécsből. |

### Magyar változat
- Főcím: Endrédi Máté
- Magyar szöveg: Pintér Zsófia
- Dalszöveg: Szente Vajk
- Felvevő hangmérnök: Bokk Tamás
- Hangmérnök: Salgai Róbert
- Vágó: Kránitz Bence
- Gyártásvezető: Molnár Melinda
- Szinkronrendező: Járai Kíra
- Produkciós vezető: Máhr Rita

A szinkront az SDI Media Hungary készítette el.

## Epizódok
| #   | Eredeti cím                      | Magyar cím                | Rendezte     | Írta            | Eredeti premier                                         | Magyar premier      |
| --- | -------------------------------- | ------------------------- | ------------ | --------------- | ------------------------------------------------------- | ------------------- |
| 1.  | Happy Bounciversary              | Boldog évfordulót!        | Mike Fallows | Laurie Elliott  | 2016. szeptember 12.                                    | 2017. március 13.   |
| 1.  | Say It Don't Spray It            | Ne ítélj a szaga alapján  | Mike Fallows | Laurie Elliott  | 2016. szeptember 12.                                    | 2017. március 13.   |
| 2.  | Home Run Hamsters                | Futás hörcsögök           | Mike Fallows | Hugh Duffy      | 2016. szeptember 13.                                    | 2017. március 14.   |
| 2.  | Chip off the Old Chunk           | Csokis süti               | Mike Fallows | Miles Smith     | 2016. szeptember 13.                                    | 2017. március 14.   |
| 3.  | Walter-Gate                      | Kutya csőszök             | Mike Fallows | Shawn Kalb      | 2016. szeptember 14.                                    | 2017. március 15.   |
| 3.  | Janitor Day                      | A pedellus napja          | Mike Fallows | Terry McGurrin  | 2016. szeptember 14.                                    | 2017. március 15.   |
| 4.  | Goldfish Fingers                 | Vizes edzés tréning       | Mike Fallows | Richard Clark   | 2016. szeptember 15.                                    | 2017. március 16.   |
| 4.  | Skate-lebrity                    | Benne leszek a TV-be      | Mike Fallows | Richard Clark   | 2016. szeptember 15.                                    | 2017. március 16.   |
| 5.  | Zombie Sleep Over                | Zombik a pizsama partin   | Mike Fallows | Miles Smith     | 2016. szeptember 16.                                    | 2017. március 17.   |
| 5.  | The No-Kart Race                 | Verseny az ágyból         | Mike Fallows | Scott Albert    | 2016. szeptember 16.                                    | 2017. március 17.   |
| 6.  | Storming the Cat Castle          | Menekülj a macska elől    | Mike Fallows | Scott Albert    | 2016. október 7.                                        | 2017. március 20.   |
| 6.  | Ha Ha Hamsters                   | Legyünk viccesek          | Mike Fallows | Richard Clark   | 2016. október 7.                                        | 2017. március 20.   |
| 7.  | Fur-Vivor                        | Vas hörcsögök             | Mike Fallows | Andrew Harrison | 2016. október 21.                                       | 2017. március 21.   |
| 7.  | Zhuper Girl                      | Zhuperlány                | Mike Fallows | Miles Smith     | 2016. október 21.                                       | 2017. március 21.   |
| 8.  | Wingin' It                       | Repüljünk                 | Mike Fallows | Laurie Elliott  | 2017. január 15. (online) 2017. február 11. (televízió) | 2017. március 22.   |
| 8.  | Friendship Friend-zy             | Barátság karkötök         | Mike Fallows | Scott Albert    | 2017. január 15. (online) 2017. február 11. (televízió) | 2017. március 22.   |
| 9.  | Dreams O'Clock                   | Álmodozni jó              | Mike Fallows | Andrew Harrison | 2017. január 21.                                        | 2017. március 23.   |
| 9.  | Badge to the Bone                | Vissza a vadonba          | Mike Fallows | Evany Rosen     | 2017. január 21.                                        | 2017. március 23.   |
| 10. | Full Groan                       | Ha nagy leszek            | Mike Fallows | Evany Rosen     | 2017. január 22.                                        | 2017. március 24.   |
| 10. | The Shell Game                   | Csak óvatosan!            | Mike Fallows | Laurie Elliott  | 2017. január 22.                                        | 2017. március 24.   |
| 11. | If Wishes Were Rainbows          | A szivárvány végén        | Mike Fallows | Miles Smith     | 2017. január 28.                                        | 2017. május 8.      |
| 11. | Deja Zhu                         | Déjà Zhu                  | Mike Fallows | Terry McGurrin  | 2017. január 28.                                        | 2017. május 8.      |
| 12. | A Total Bust a Move              | Ügyetlen tánc             | Mike Fallows | Andrew Harrison | 2017. január 29.                                        | 2017. május 9.      |
| 12. | The Grand ZhuZhu Pets Hotel      | Hörcsög-hotel             | Mike Fallows | Andrew Harrison | 2017. január 29.                                        | 2017. május 9.      |
| 13. | Zhu Years Eve                    | Zhu Zhu szilveszter       | Mike Fallows | Andrew Harrison | 2017. január 7.                                         | 2017. május 10.     |
| 13. | Lookies for Cookies              | Az elveszett sütis csupor | Mike Fallows | Alex Ganetakos  | 2017. január 7.                                         | 2017. május 10.     |
| 14. | The Pumpkin Whisperers           | A sütőtök verseny         | Mike Fallows | Richard Clark   | 2017. február 4.                                        | 2017. május 11.     |
| 14. | Zhuper Zhide Kicks               | Zhuper csapat             | Mike Fallows | Miles Smith     | 2017. február 4.                                        | 2017. május 11.     |
| 15. | The Wrong Stuff                  | Ürlény invázió            | Mike Fallows | Richard Clark   | 2017. február 5.                                        | 2017. május 12.     |
| 15. | Chunklette's Web                 | Chunk a hálóban           | Mike Fallows | Alex Ganetakos  | 2017. február 5.                                        | 2017. május 12.     |
| 16. | Story Book It                    | Írjunk könyvet            | Mike Fallows | Andrew Harrison | 2017. június 17.                                        | 2017. július 10.    |
| 16. | Hairible Mistake                 | Rettenetes frizura        | Mike Fallows | Craig Brown     | 2017. június 17.                                        | 2017. július 10.    |
| 17. | Weathering Heights               | Üvöltő szelek             | Mike Fallows | Laurie Elliot   | 2017. június 20.                                        | 2017. július 11.    |
| 17. | The Trashing of Zhuper Girl      | Zhuperlány, a szemetes    | Mike Fallows | Miles Smith     | 2017. június 20.                                        | 2017. július 11.    |
| 18. | Zhurassic Park                   | Zhurassic Park            | Mike Fallows | Hugh Duffy      | 2017. június 21.                                        | 2017. július 12.    |
| 18. | Hamster a la Kart                | Építsünk autót            | Mike Fallows | Scott Albert    | 2017. június 21.                                        | 2017. július 12.    |
| 19. | Zhu and Improved                 | Zhu katasztrófa           | Mike Fallows | Miles Smith     | 2017. június 22.                                        | 2017. július 13.    |
| 19. | The Unfortunate Cookie Crumbles  | A szerencsétlenség süti   | Mike Fallows | Laurie Elliot   | 2017. június 22.                                        | 2017. július 13.    |
| 20. | Now Zhu See Me, Now Zhu Don't    | Chunk, a láthatatlan      | Mike Fallows | Jennifer Daley  | 2017. július 31.                                        | 2017. július 14.    |
| 20. | Walk a Mile in Our Zhus          | Pöttöm Frankie            | Mike Fallows | Andrew Harrison | 2017. július 31.                                        | 2017. július 14.    |
| 21. | Zhu Got Game                     | Játsszunk!                | Mike Fallows | Miles Smith     | 2017. augusztus 1.                                      | 2017. augusztus 13. |
| 21. | And the Hammy Goes To            | Hörcsög-díjátadó          | Mike Fallows | Andrew Harrison | 2017. augusztus 1.                                      | 2017. augusztus 13. |
| 22. | Pranksters' Paradise             | Csínytevő kópék           | Mike Fallows | Terry McGurrin  | 2017. augusztus 2.                                      | 2017. augusztus 14. |
| 23. | Ball in a Day's Work             | Baseball labda mentés     | Mike Fallows | Andrew Harrison | 2017. augusztus 21.                                     | 2017. augusztus 15. |
| 23. | How Zhu Get Ahead in Advertising | Forgassunk reklámfilmet!  | Mike Fallows | Andrew Harrison | 2017. augusztus 21.                                     | 2017. augusztus 15. |
| 24. | Zhuper Girl in a Jam             | Rossz hős, jó gazfickó    | Mike Fallows | Miles Smith     | 2017. augusztus 22.                                     | 2017. augusztus 16. |
| 24. | Pollylocks and the 4 Zhus        | Frankie és a négy hörcsög | Mike Fallows | Andrew Harrison | 2017. augusztus 22.                                     | 2017. augusztus 16. |
| 25. | Your Days Are Num Num Numbered   |                           | Mike Fallows | Miles Smith     | 2017. augusztus 22.                                     |                     |
| 25. | Zhus the Boss                    |                           | Mike Fallows | Andrew Harrison | 2017. augusztus 22.                                     |                     |
| 26. | Zhu Land                         |                           | Mike Fallows | Hugh Duffy      | 2017. augusztus 22.                                     |                     |